# Spießbergbahn

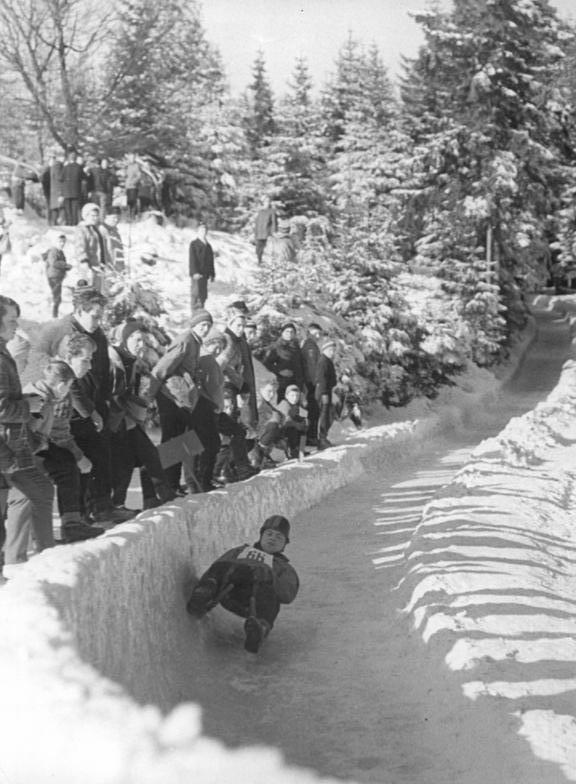
Die Spießbergbahn während des Wettkampfs um die DDR-Meisterschaft im Rodel-Einsitzer 1964

Die Spießbergbahn südlich des Thüringer Kur- und Sportortes Friedrichroda ist eine der ältesten deutschen Bob- und Rennschlittenbahnen und eine der wenigen Natureisbahnen Europas. Der untere 1964/65 grundsanierte Teil, der auch 1983 und 2008 jeweils aktuellen Erfordernissen angepasst worden ist, wird noch heute für nationale Rennrodel-Wettkämpfe genutzt.

## Geschichte
Die Ursprünge der Spießbergbahn liegen in der Naturbahn am Roten Weg. Dieser führt von Friedrichroda durch den Wald hinauf zum ehemals herzoglichen Forsthaus (heute Hotel „Spießberghaus“) auf dem Spießberg (748 m ü. NN) direkt am Rennsteig. Die Friedrichrodaer nutzten den steilen Weg im Winter seit jeher gern zum Rodeln mit Schlitten.
Der mit einer Schweizerin verheiratete Friedrichrodaer Textilkaufmann Carl Benzing (1869–1955) hatte in der Heimat seiner Frau um 1900 den noch jungen Bobsport kennengelernt. Von heimischen Handwerkern ließ er sich daraufhin einen Stahlbob mit Seilzuglenkung konstruieren, den er 1901 erstmals auf dem Roten Weg ausprobierte. Der von Benzing „Schwarzer Peter“ genannte offene Fünferbob gilt als der erste deutsche Bob überhaupt und machte Friedrichroda zur Wiege des deutschen Bobsports.
Im Winter 1901/02 fand auf dem Roten Weg das erste Bobrennen mit zehn Bobs aus Ilmenau, Waltershausen, Wickersdorf und Friedrichroda statt. Vermutlich war dies das erste in Deutschland abgehaltene Bobrennen überhaupt. Am 22. Februar 1905 wurde der Wintersportverein (WSV) Friedrichroda mit dem Ziel gegründet, die Hörner- und Rodelschlittenfahrt ebenso zu fördern wie den „Rennwolfsport“ (der für Friedrichroda typische Rennwolf war ein hoher Stahlrohrschlitten mit Fahrradlenkung).
1909 gestattete der wintersportbegeisterte Herzog Carl Eduard von Sachsen-Coburg und Gotha den Bau einer regulären Bobbahn am Spießberg, die nach Plänen von Carl Benzing parallel zum Roten Weg angelegt werden sollte. Der Herzog war selbst Bobfahrer, bevorzugte aber seine eigene Bahn am Wadeberg bei Oberhof. Das für den zweiten Weihnachtsfeiertag 1909 vorgesehene Einweihungsrennen musste aufgrund des zu warmen Wetters jedoch verschoben werden. Am 2. Februar 1910 konnte schließlich die 2450 Meter lange Spießbergbahn mit einem sogenannten Bobsleigh-Rennen eingeweiht werden. Bereits am 21. Januar desselben Jahres hatte sich der Bobklub Friedrichroda gegründet. Bis in die 1930er-Jahre fanden mehrere nationale Rennen auf der Naturbahn statt.
Nach kriegsbedingter Unterbrechung des Wettkampfbetriebes zwischen 1939 und 1945 wurde die aufgrund ihres Alters stark reparaturbedürftige Spießbergbahn ab 1949 durch die Mitglieder der Sportgemeinschaft (SG) „Fortuna“ Friedrichroda wiederhergestellt und zu Neujahr 1951 mit einem Rennen wiedereröffnet. In den nachfolgenden zwei Jahrzehnten wurden hier zahlreiche nationale Meisterschaften sowohl im Rennrodeln als auch im Zweierbob ausgetragen. Neben der Wadeberg-Bobbahn in Oberhof war die Spießbergbahn seinerzeit die am häufigsten für nationale Wettbewerbe genutzte Bob- und Rennschlittenbahn der DDR.
1964/65 wurde sie für die geplanten X. Rennrodel-Weltmeisterschaften 1966 ausgebaut und die Kurven ab Kurve 2 in Massivbauweise ausgeführt. Die Umrüstung der Bahn mit einer künstlichen Vereisungsanlage wurde aufgrund der Kosten verworfen. Aufgrund von Föhn im Februar 1966 taute die natürlich vereiste Bahn jedoch auf, sodass die Weltmeisterschaften ausfallen mussten. 1970 wurde mit den DDR-Meisterschaften im Zweierbob das letzte große Bobrennen auf der Bahn ausgetragen, die fortan nur noch für Rennrodelwettbewerbe genutzt wurde. Mit der Eröffnung der modernen, künstlich vereisbaren Rennrodelbahn Oberhof im Jahre 1971 kam schließlich das Aus für die alte Spießbergbahn, die seither nicht mehr für große Wettbewerbe genutzt wird.
1983 wurde die Bahn in ihrem unteren Teil modernen Erfordernissen angepasst (die oberen 1000 Meter der Strecke werden seither nicht mehr genutzt und verfallen) und ein neuer Startbereich angelegt. 2008 wurde der noch befahrbare Teil der Spießbergbahn mit einer Flutlichtanlage ausgestattet.

## Große Meisterschaften
- 1912: Bob-Verbandsmeisterschaften
- 1928: XII. Deutsche Rodelmeisterschaften
- 1929: 1. Lenkrodelrennen des Deutschen Rodelverbandes
- 1935: III. Deutsche Skeleton-Meisterschaften
- 1938: IV. Deutsche Skeleton-Meisterschaften
- 1953: DDR-Meisterschaften im Rennrodeln
- 1961: DDR-Meisterschaften im Rennrodeln
- 27./28. Januar 1963: DDR-Meisterschaften im Zweierbob
- 21.–23. Februar 1964: DDR-Meisterschaften im Rennrodeln
- 18. Februar 1965: IV. Mitropa-Pokal-Rennen
- 8.–13. Februar 1966: X. Rennrodel-Weltmeisterschaften (ausgefallen wegen Tauwetters)
- 24./25. Februar 1968: DDR-Meisterschaften im Rennrodeln und im Zweierbob
- 23. Februar 1969: DDR-Meisterschaften im Rennrodeln
- 1970: DDR-Meisterschaften im Zweierbob

## Aktuelle Nutzung

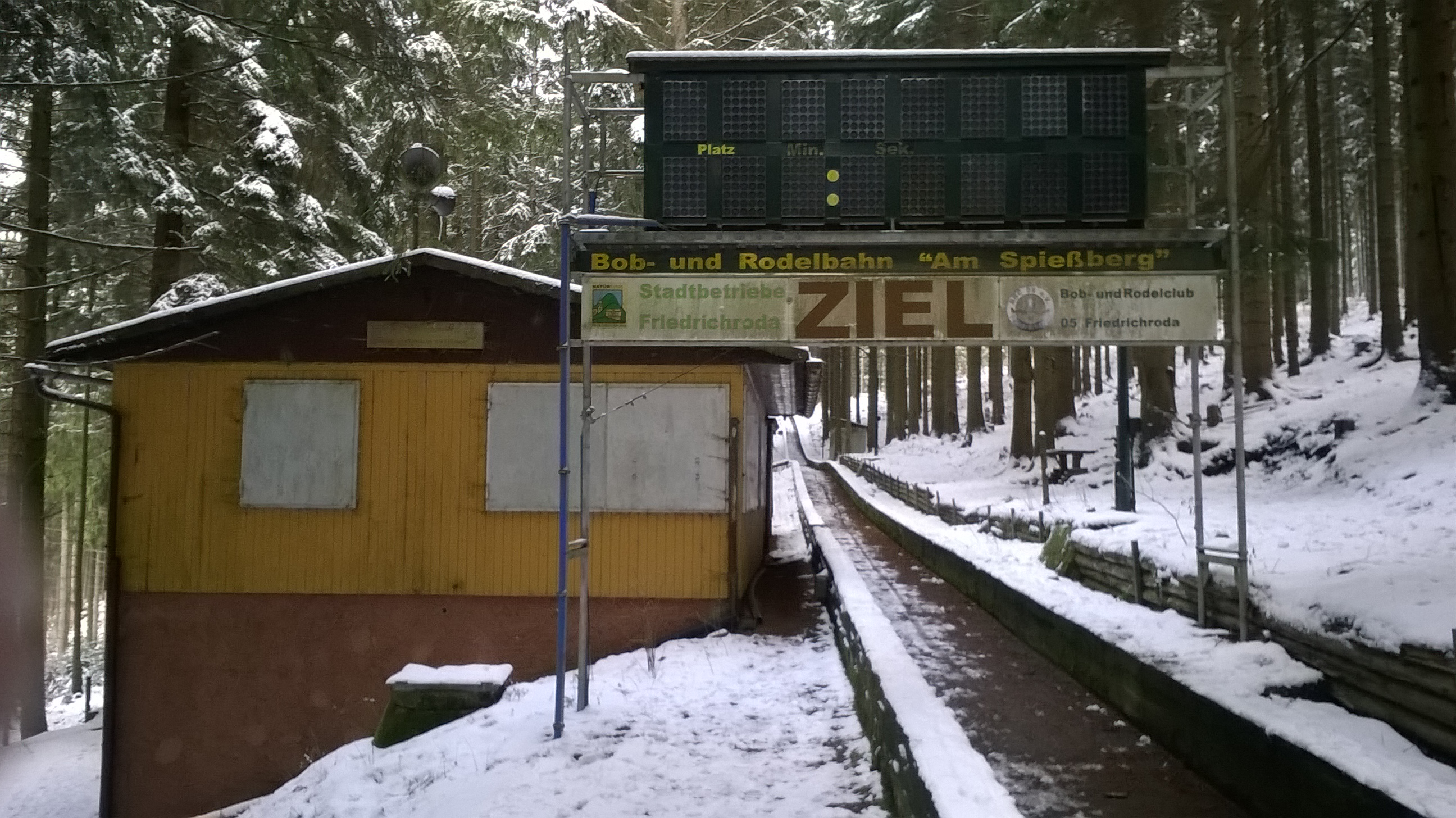
Spießbergbahn Zieleinlauf

Die im Eigentum der Stadt Friedrichroda befindliche Bahn wird in ihrem unteren, heute noch befahrbaren Teil durch die Sportler des Bob- und Rodelclub 05 Friedrichroda e. V. genutzt. Hier werden sowohl Sommer- als auch Winterwettkämpfe abgehalten und das Nachwuchstraining durchgeführt.
Jährliche Wettbewerbe sind das seit 2002 jeweils im Winter abgehaltene PVB-Rennen (Parteien-, Vereine- und Betreiber-Rennen) sowie der im Herbst vor Saisonbeginn ausgetragene Wettbewerb der Nachwuchsrodler um den Spießbergpokal. Von 2008 bis 2013 wurde darüber hinaus alljährlich im Spätsommer der Fricheröd'sches Bergziegenrennen genannte Wettkampf für Mountainbike-Fahrer abgehalten, bei dem die Rodelbahn so schnell wie möglich von unten nach oben durchfahren werden musste.

## Galerie

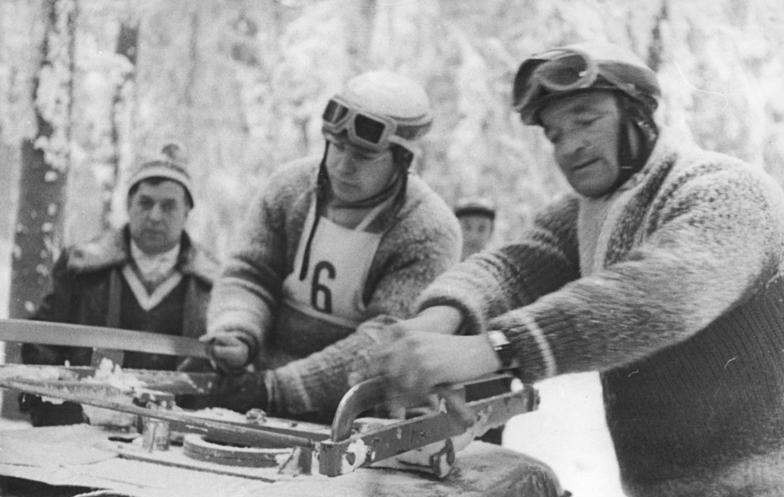
DDR-Meisterschaft 1963: Die Drittplatzierten Brand und Bodenstein (SC Medizin Friedrichroda) beim Polieren der Kufen vor dem Start
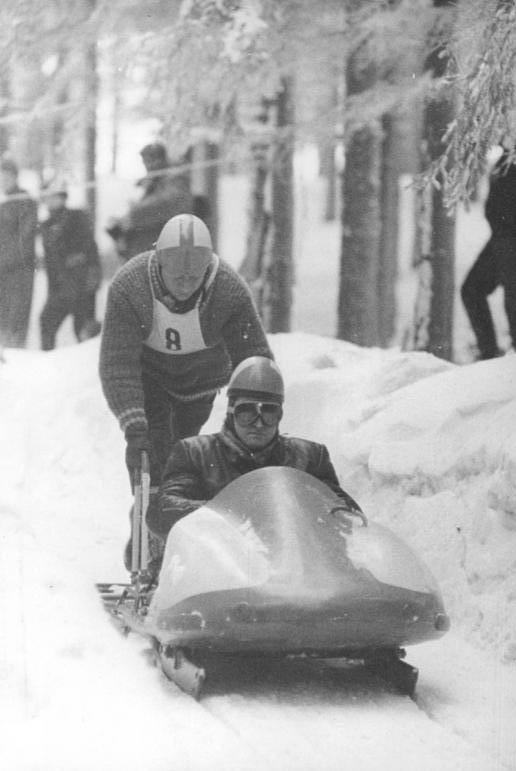
DDR-Meisterschaft 1963: Das Duo Ludwig/Baumbach (SG Motor Waltershausen) kurz vor dem Start
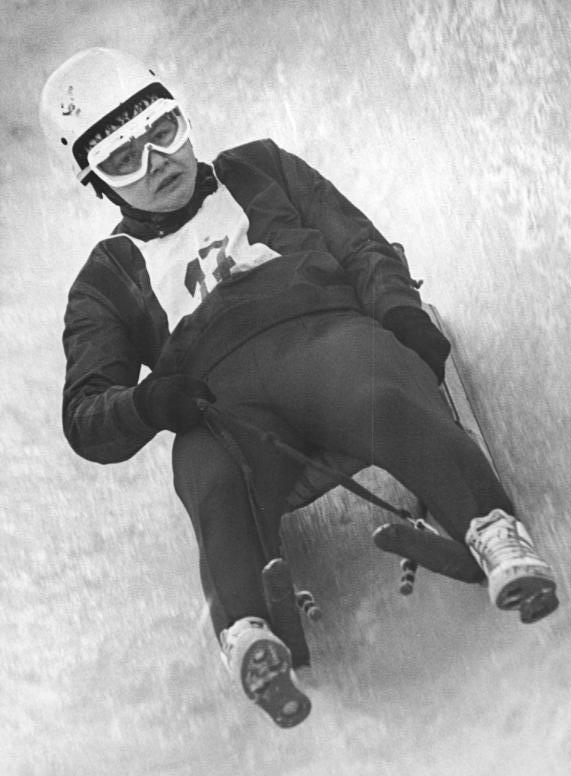
DDR-Meisterschaft 1964: Die Siegerin im Einsitzer, Ortrun Enderlein (SC Traktor Oberwiesenthal), in der Bahn
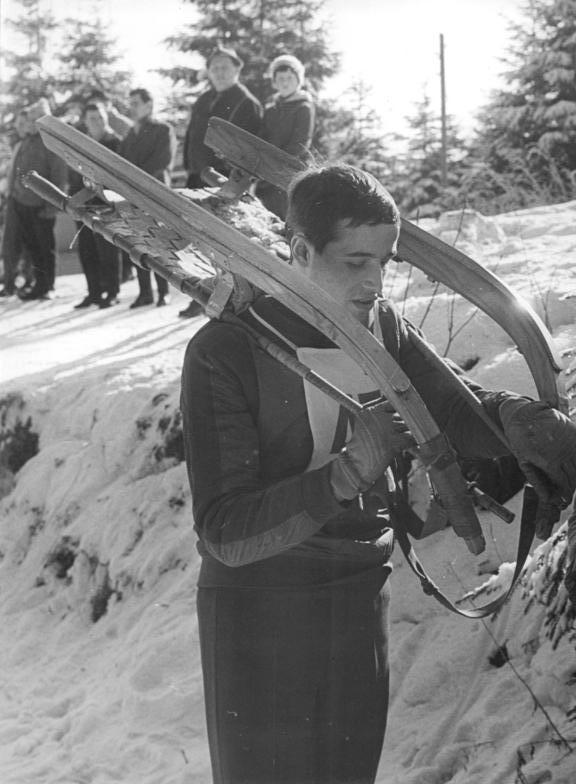
DDR-Meisterschaft 1964: Der Sieger im Einsitzer, Michael Köhler (SC Traktor Oberwiesenthal), auf dem Weg zum Start
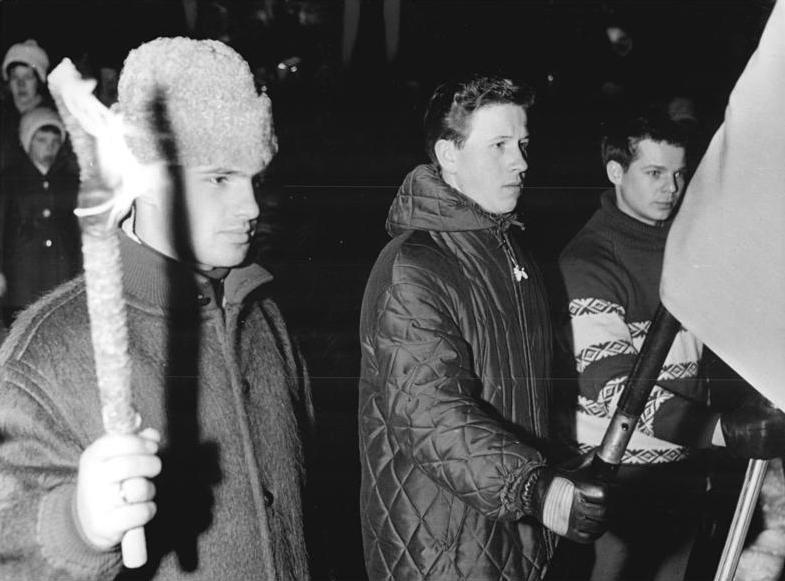
IV. Mitropa-Pokal-Rennen 1965: Klaus Bonsack (links) entzündet die Flamme bei der Eröffnungsfeier
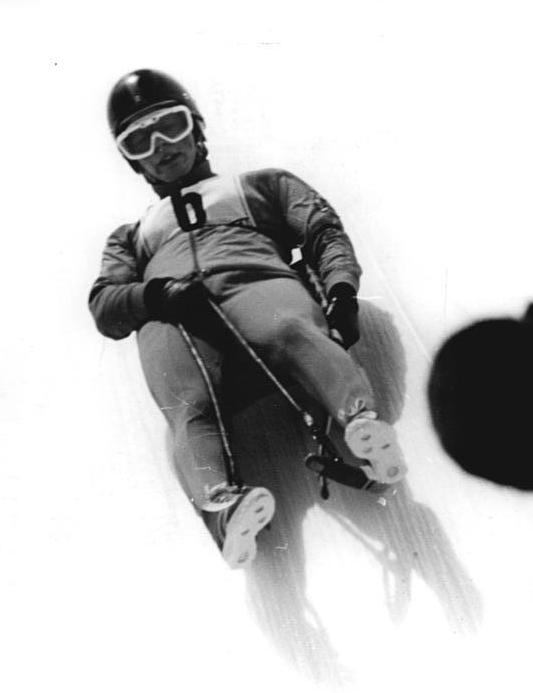
DDR-Meisterschaft 1969: Die Siegerin im Einsitzer, Anna-Maria Müller (SC Traktor Oberwiesenthal), in der Bahn
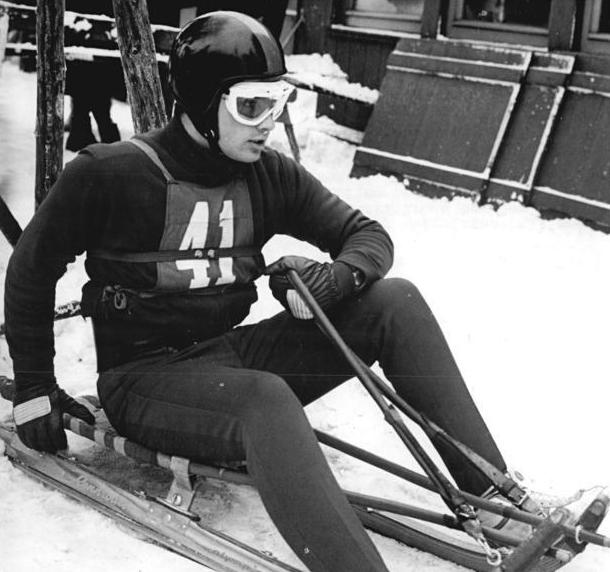
DDR-Meisterschaft 1969: Der Sieger im Einsitzer, Klaus Bonsack (SC Traktor Oberwiesenthal), am Start
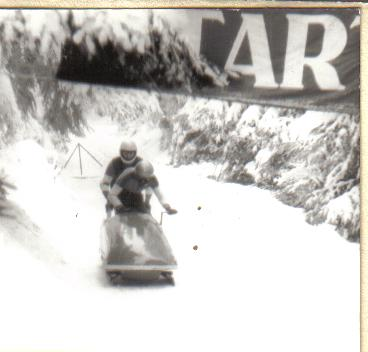
Peter Bock/Roland Schulz (BSG Medizin Friedrichroda) Thüringer Wald Preis 1986

## Technische Daten
Die ursprüngliche Bahn hat eine Länge von 2450 Metern und 18 Kurven. Die Sieger der Deutschen Meisterschaften im Zweierbob 1963 benötigten für die gesamte Strecke eine Fahrzeit von 2:20,99 min. Seit 1983 wird nur noch das untere Teilstück der Bahn mit fünf Kurven und einer Länge von 1450 Metern genutzt. Bei einem durchschnittlichen Gefälle von neun Prozent überwindet der noch genutzte Abschnitt einen Höhenunterschied von 125 Metern.

## Sonstiges

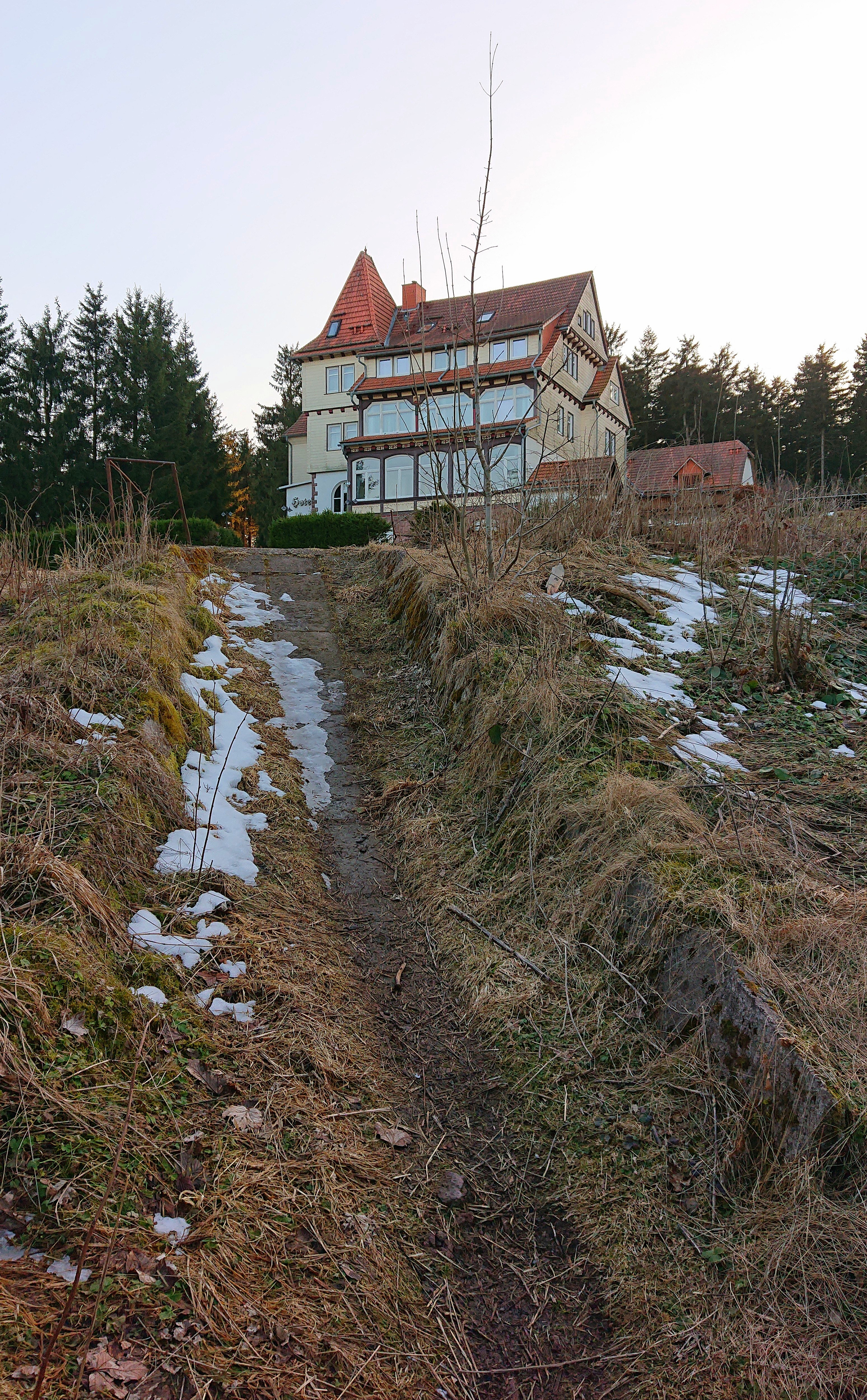
Ehemaliger Startpunkt der Spießbergbahn (2025)

Die Spießbergbahn ist die letzte deutsche Natureisbahn, auf der noch Rennschlitten-Wettbewerbe ausgetragen werden und eine der letzten ihrer Art in Europa. Der obere, seit rund vier Jahrzehnten nicht mehr genutzte Teil der ursprünglichen Bahn verfällt zunehmend. So ist die Fahrrinne über weite Strecken bereits komplett von Erde und Wurzelwerk bedeckt und sind die Wände der Kurven moosbewachsen. Die bis in die 1970er-Jahre genutzten hölzernen Gebäude am ursprünglichen Herren- und Damenstart sind jedoch noch ebenso erhalten wie die Gebäude zur Zwischenzeitnahme an der Sprengkurve und dem Kreisel, jedoch befinden sich alle Bauten in einem Zustand fortschreitenden Verfalls. Bis 2016 verwies ein Schild am alten Start gegenüber der Gaststätte „Spießberghaus“ auf die Geschichte der traditionsreichen Bahn.
Nahe dem Zieleinlauf erinnert bis heute ein kleiner Gedenkstein mit Metalltafel an den Friedrichrodaer Bob-Pionier Benzing. Die Inschrift lautet: Dem Erbauer der Bobbahn Karl Benzing gewidmet. Bobsport Friedrichroda. Darüber hinaus ist der vom Zieleinlauf in Richtung Friedrichroda führende Waldweg ihm zu Ehren Carl-Benzing-Weg benannt.
Auf der Spießbergbahn begannen zahlreiche national und international erfolgreiche Thüringer Rennrodler ihre Karrieren, u. a. Klaus Bonsack, Anna-Maria Müller, Karsten Albert, Margit Schumann, Jochen Asche, Ilona Brand, Bernd Oberhoffner, Melitta Sollmann, Horst Schönau und Volker Dietrich (beide später auch als Bobfahrer erfolgreich), René Friedl, Rolf Fuchs, Yves Mankel und der gegenwärtige Rennrodel-Bundestrainer Norbert Loch.
Im Vorfeld zu den geplanten X. Rennrodel-Weltmeisterschaften auf der Spießbergbahn gab die Deutsche Post der DDR am 25. Januar 1966 drei Sonderbriefmarken mit Motiven aus dem Rennschlittensport heraus. Die von Klaus Hennig und Dietrich Dorfstecher gestalteten Werte zu 10 und 20 Pfennig wurden in einer Auflage von jeweils acht Millionen Exemplaren herausgegeben, der Wert zu 25 Pfennig in einer Auflage von 1,3 Millionen Exemplaren.